# Конрад IV фон Даун-Грумбах
Конрад IV фон Даун-Грумбах (на немски: Konrad IV. Wildgraf von Dhaun-Grumbach; † сл. 1309/сл. 1327) е вилдграф в Даун (в Хунсрюк) и Грумбах в Рейнланд-Пфалц. Доказан е в документи през 1274 г.

## Произход
Той е единствен син на вилдграф Готфрид фон Даун-Грумбах († сл. 1301) и съпругата му (името на майка му не е известно). Внук е на Конрад II фон Даун († сл. 1263) и съпругата му Гизела фон Саарбрюкен († сл. 1265), дъщеря на граф Симон II фон Саарбрюкен († 1207) и Лиутгард фон Лайнинген († сл. 1239).
Баща му е брат на Герхард I († 1259), архиепископ на Майнц (1251 – 1259), Конрад II († 1279), епископ на Фрайзинг (1258 – 1279) и Емих II фон Кирбург-Шмидтбург († пр. 1284), вилдграф в Кирбург-Шмидтбург.

## Фамилия
Конрад IV се жени за Хилдегард фогт фон Хунолщайн († 11 декември 1306), дъщеря на фогт и господар Николаус II фон Хунолщайн († 1315) и Беатрикс фон Хаген († сл. 1319). Те имат децата:
- Хартрад († сл. 1330), домхер в Майнц, свещеник в Монцинген
- Йохан фон Даун-Грумбах (* 1309/пр. 1314; † между 21 октомври 1349 и 25 февруари 1350), женен I. сл. 29 ноември 1305 г. за Катарина (Йохана) фон Залм († сл. 1314), II. пр. 3 август 1331 г. за Маргарета фон Спонхайм-Кройцнах († 1356/1357)
- Гертруд († сл. 1335), монахиня в „Св. Ирмин“ в Трир 1335
- Хедвиг фон Даун-Грумбах († сл. 8 май 1365), наследничка на Вилдграфството Даун и Грумбах, омъжена I. на 8 декември 1310 г. за Рейнграф Йохан I фон Щайн († септември 1333), II. на 27 май 1338 г. за Герлах фон Браунсхорн († между 10 декември 1361 – 8 март 1362)